# العلاقات البلغارية الكوستاريكية
العلاقات البلغارية الكوستاريكية هي العلاقات الثنائية التي تجمع بين بلغاريا وكوستاريكا.

## مقارنة بين البلدين
هذه مقارنة عامة ومرجعية للدولتين:
| وجه المقارنة                                              | بلغاريا                                                                             | كوستاريكا                                 |
| --------------------------------------------------------- | ----------------------------------------------------------------------------------- | ----------------------------------------- |
| المساحة (كم2)                                             | 110.99 ألف                                                                          | 51.10 ألف                                 |
| عدد السكان (نسمة)                                         | 7.08 مليون                                                                          | 4.91 مليون                                |
| الكثافة السكانية (ن./كم²)                                 | 63.79                                                                               | 96.09                                     |
| العاصمة                                                   | صوفيا                                                                               | سان خوسيه                                 |
| اللغة الرسمية                                             | اللغة البلغارية                                                                     | اللغة الإسبانية                           |
| العملة                                                    | ليف بلغاري                                                                          | كولون كوستاريكي                           |
| الناتج المحلي الإجمالي (بليون دولار)                      | 56.83 مليار                                                                         | 57.06 مليار                               |
| الناتج المحلي الإجمالي (تعادل القوة الشرائية) بليون دولار | 130.99 مليار                                                                        | 74.98 مليار                               |
| الناتج المحلي الإجمالي الاسمي للفرد دولار أمريكي          | 8.03 ألف                                                                            | 11.26 ألف                                 |
| الناتج المحلي الإجمالي للفرد دولار أمريكي                 | 17.21 ألف                                                                           | 14.92 ألف                                 |
| مؤشر التنمية البشرية                                      | 0.782                                                                               | 0.766                                     |
| رمز المكالمات الدولي                                      | +359                                                                                | +506                                      |
| رمز الإنترنت                                              | .bg، .бг ‏                                                                           | .cr، قائمة نطاقات المستوى الأعلى للإنترنت |
| المنطقة الزمنية                                           | ت ع م+02:00، ت ع م+03:00، أوروبا/صوفيا ‏، توقيت شرق أوروبا، توقيت شرق أوروبا الصيفي ‏ | 00                                        |

## منظمات دولية مشتركة
يشترك البلدان في عضوية مجموعة من المنظمات الدولية، منها:
| علم المنظمة | اسم المنظمة                               | تاريخ انضمام بلغاريا | تاريخ انضمام كوستاريكا |
| ----------- | ----------------------------------------- | -------------------- | ---------------------- |
|             | الاتحاد البريدي العالمي                   | ?                    | ?                      |
|             | يونسكو                                    | 17 مايو 1956         | 19 مايو 1950           |
|             | البنك الدولي للإنشاء والتعمير             | 25 سبتمبر 1990       | 8 يناير 1946           |
|             | منظمة التجارة العالمية                    | 1 ديسمبر 1996        | ?                      |
|             | وكالة ضمان الاستثمار متعدد الأطراف        | 23 سبتمبر 1992       | 8 فبراير 1994          |
|             | الاتحاد الدولي للاتصالات                  | 18 سبتمبر 1880       | 13 سبتمبر 1932         |
|             | منظمة الشرطة الجنائية الدولية             | ?                    | ?                      |
|             | مؤسسة التمويل الدولية                     | 22 يوليو 1991        | 20 يوليو 1956          |
|             | الأمم المتحدة                             | 14 ديسمبر 1955       | 2 نوفمبر 1945          |
|             | الفريق المعني برصد الأرض                  | ?                    | ?                      |
|             | منظمة حظر الأسلحة الكيميائية              | ?                    | ?                      |
|             | المركز الدولي لتسوية المنازعات الاستشارية | 13 مايو 2001         | 27 مايو 1993           |

## وصلات خارجية
- موقع وزارة الخارجية البلغارية
- موقع وزارة الخارجية الكوستاريكية